# Change (Tears for Fears)
Change is een nummer van de Britse groep Tears for Fears. Het is de vierde en laatste single van hun debuutalbum The Hurting uit 1983. Op 24 januari dat jaar werd het nummer op single uitgebracht.

## Achtergrond
"Change" werd geschreven door Roland Orzabal en ingezongen door Curt Smith. Volgens Orzabal gaat het nummer niet echt over iets, maar is het gewoon "één van die goedkope popliedjes".
De plaat werd in een paar landen een hit. Vooral op de Britse eilanden kende de plaat  veel succes, met in thuisland het Verenigd Koninkrijk een 4e positie in de UK Singles Chart en in Ierland de 8e positie. In Australië de 29e, Nieuw-Zeeland de 36e, Canada de 23e, de VS de 73e en in Zuid-Afrika de 5e positie. 
In Nederland werd de plaat op maandag 7 februari 1983 door dj Frits Spits en producer-invaller Tom Blomberg in het radioprogramma De Avondspits verkozen tot de 232e NOS Steunplaat van de week op Hilversum 3 en werd een radiohit. Desondanks werd de Nederlandse Top 40 niet bereikt en bleef de plaat steken op een 4e positie in   Tipparade. Wél werd de 32e positie behaald in de Nationale Hitparade en de 35e positie in de TROS Top 50. In de Europese hitlijst op Hilversum 3, de TROS Europarade, werd de 30e positie behaald.
In België bereikte de plaat de 30e positie in de voorloper van de Vlaamse Ultratop 50 en piekte op de 24e positie in de Vlaamse Radio 2 Top 30. In Wallonië werd géén notering behaald.
In de sinds december 1999 jaarlijks uitgezonden NPO Radio 2 Top 2000 van de Nederlandse publieke radiozender NPO Radio 2 stond de plaat uitsluitend in 2000 genoteerd op een 1423e positie.

## NPO Radio 2 Top 2000
Change stond alleen in 2000 in de NPO Radio 2 Top 2000, op plek 1423.